# Osv Amerongen
osv Amerongen is een samenwerking tussen sportverenigingen uit Amerongen, het betreft een samenwerking tussen DVSA, Hemur Enge en VVH. Bij osv Amerongen kan de sporter terecht voor voetbal, korfbal en vrouwen voetbal. Dit allemaal aan de rand van de Utrechtse Heuvelrug, in de kernen Amerongen & Leersum.
De vereniging maakt gebruik van sportcomplex de Burgwal en sporthal de Ploeg (in de Allemanswaard).

## Historie
Tijdens het voorjaar van 2020 hebben de besturen van DVSA en Hemur Enge hun leden geraadpleegd voor een intensieve samenwerkingen tussen beide verenigingen. Dit is met een overwegende meerderheid aangenomen. Binnen osv Amerongen hebben alle verenigingen hun eigen bestuur en verantwoordelijkheid.
Per 1 augustus 2020 hebben de verenigingen hun intrek genomen in hetzelfde clubhuis en zijn de besturen samengevoegd en is VVH opgericht als aanwinst voor de regio. In het voorjaar van 2024 is besloten om het clubgebouw van Hemur Enge weer in gebruik te nemen om zo de eigen korfbal-identiteit te kunnen behouden.

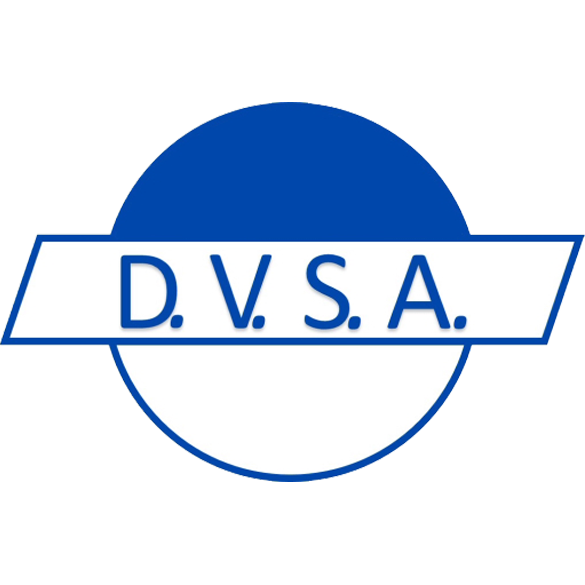
voetbalvereniging DVSA
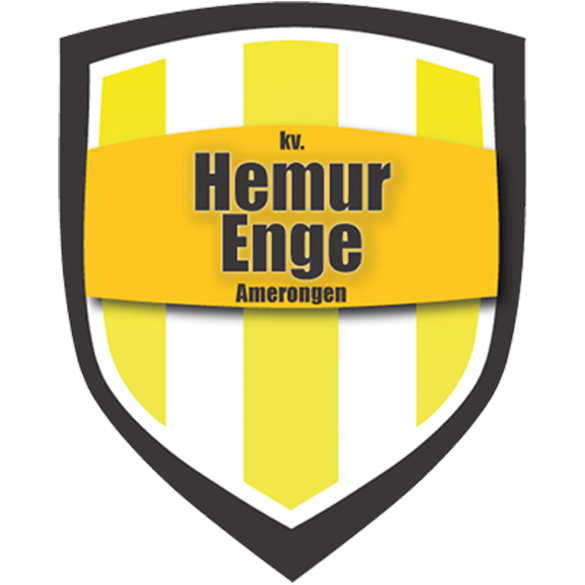
korfbalvereniging Hemur Enge